# Lekarze Świata
Médecins du monde – francuska organizacja charytatywna, której celem jest niesienie pomocy humanitarnej we Francji i na świecie. 
Powstała w 1980 r. po secesji w organizacji Médecins sans frontières (MSF) wokół operacji „Un bateau pour le Viêt Nam” (Statek dla Wietnamu), Bernard Kouchner chciał wynająć statek, aby lekarze i dziennikarze mogli pomagać uchodźcom i unaoczniać łamanie praw człowieka w komunistycznym Wietnamie. Operacja ta została odrzucona przez większość lekarzy bez granic jako zbyt reklamowa i medialna. Kouchner i kilku innych działaczy wystąpiło z Médecins sans frontières i założyło w marcu 1980 r. organizacje Lekarze świata.
Organizacja ta jest obecnie międzynarodowa.

## Lista delegacji
- Francja (historyczna)
- Argentyna
- Belgia
- Cypr. mdm-international.org. [zarchiwizowane z tego adresu (2006-12-12)].
- Grecja
- Hiszpania
- Kanada
- Portugalia
- Szwecja
- Szwajcaria
- USA
- Włochy